# Villegusien-le-Lac
Villegusien-le-Lac est une commune française située dans le département de la Haute-Marne, en région Grand Est.
Elle est créée le 1er janvier 2016 avec le statut de commune nouvelle après la fusion de Villegusien-le-Lac (commune déléguée) et d'Heuilley-Cotton.

## Géographie

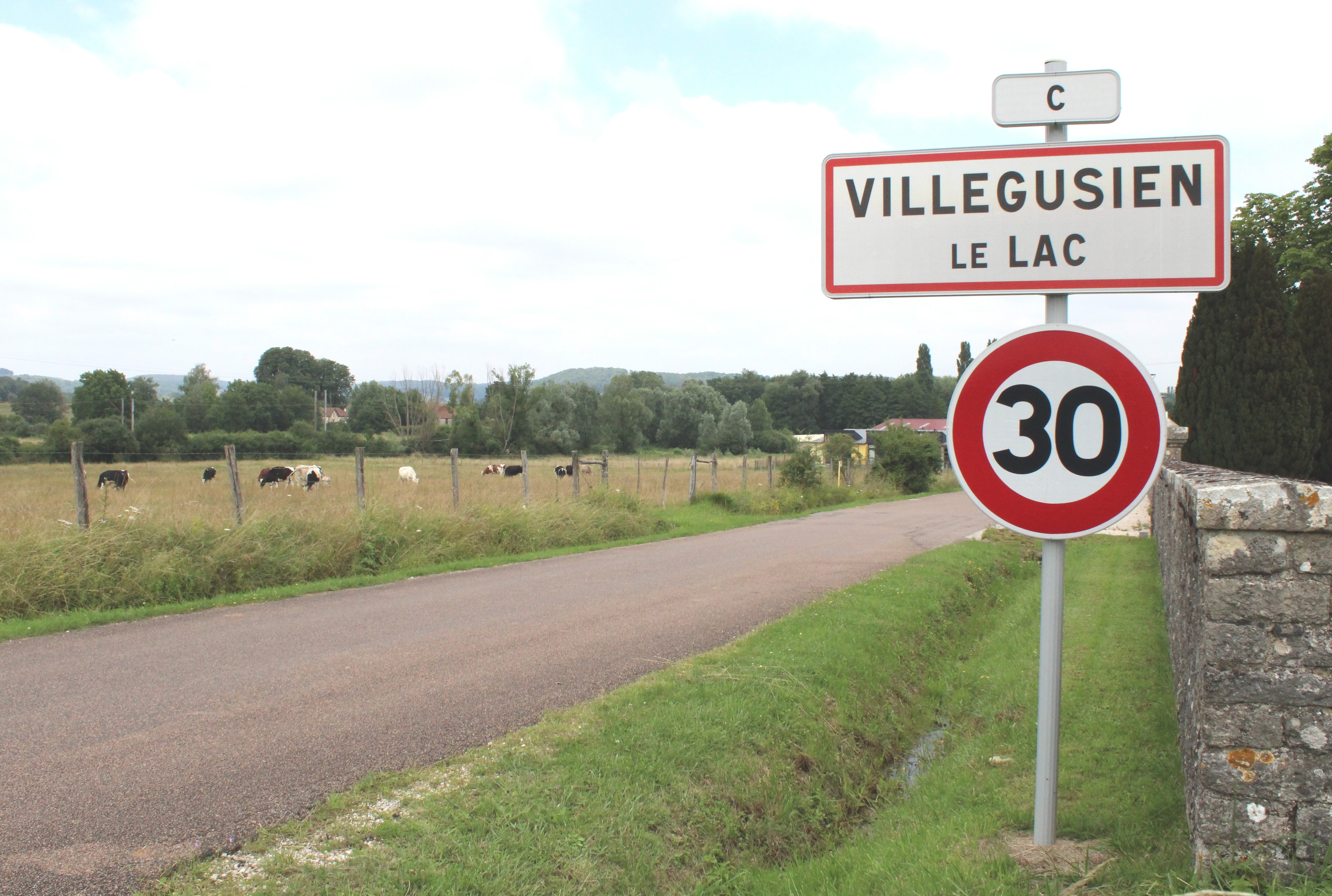
Entrée de la commune.

| Verseilles-le-Bas        | Longeau-Percey     | Heuilley-Cotton |
| Baissey                  | Villegusien-le-Lac | Chassigny       |
| Saint-Broingt-les-Fosses | Prauthoy           | Dommarien       |

## Hydrographie
La commune est traversée par la rivière La Vingeanne.

### Hydrographie
La commune est dans le bassin versant de la Saône au sein du bassin Rhône-Méditerranée-Corse. Elle est drainée par le canal de la Marne à la Saône, la Vingeanne, le ru de Chassigny, le ruisseau de Flagey, l'Etivau et le ruisseau Saint-Hubert.
Le canal de la Marne à la Saône est un canal à bief de partage au gabarit Freycinet, d'une longueur de 160 km reliant les vallées de la Marne et de la Saône, géré par les Voies navigables de France.
La Vingeanne, d'une longueur de 93 km, prend sa source dans la commune de Aprey et se jette  dans la Saône à Heuilley-sur-Saône, après avoir traversé 30 communes.
Le ru de Chassigny, d'une longueur de 11 km, prend sa source dans la commune de Noidant-Chatenoy et disparaît en milieu souterrain  à Dommarien, après avoir traversé six communes.

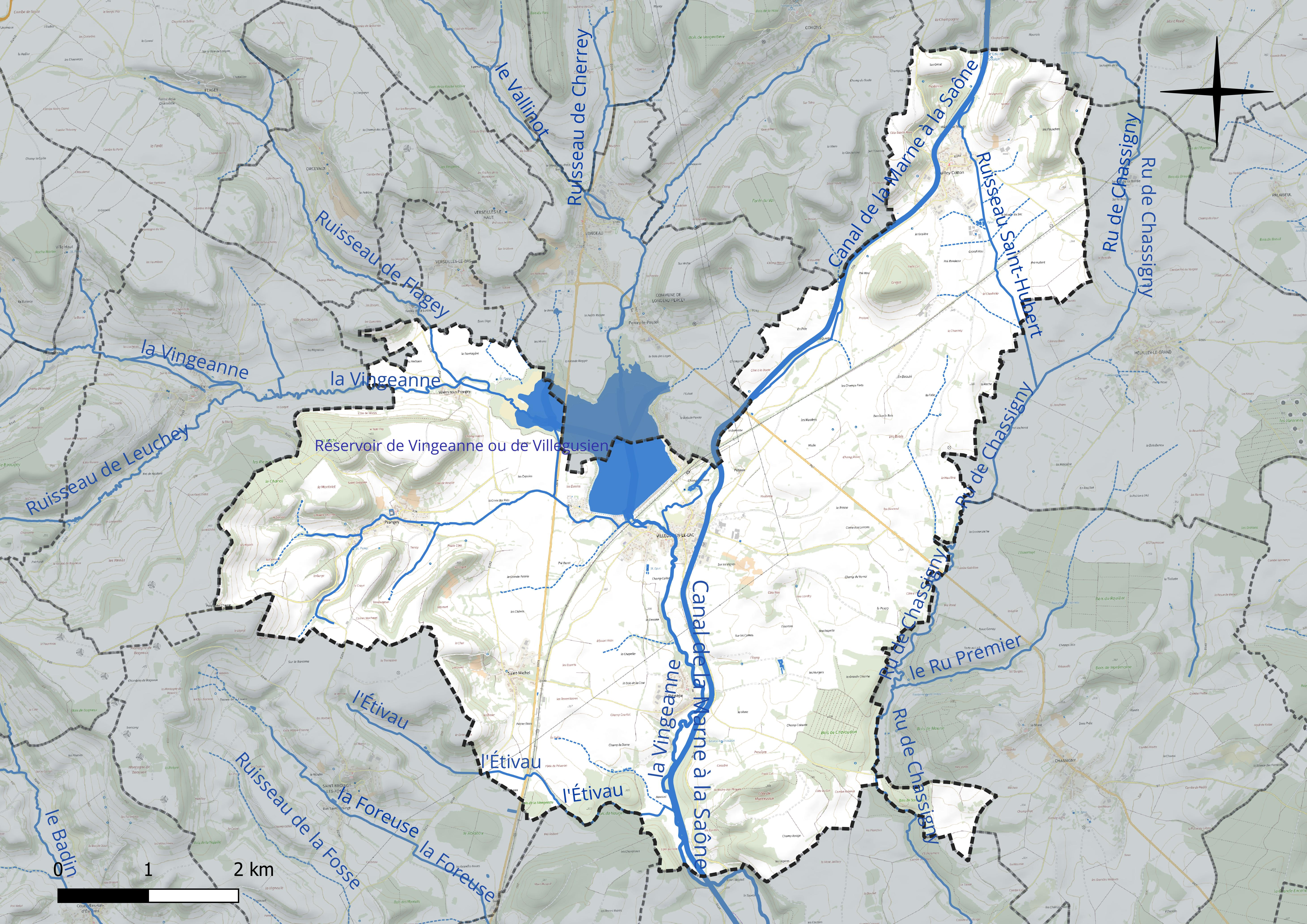
Réseau hydrographique de Villegusien-le-Lac.

Un plan d'eau complète le réseau hydrographique : le réservoir de Vingeanne ou de Villegusien, d'une superficie totale de 151,1 ha (76,6 ha sur la commune),.

### Climat
Pour des articles plus généraux, voir Climat du Grand Est et Climat de la Haute-Marne.
En 2010, le climat de la commune est de type climat des marges montargnardes, selon une étude du Centre national de la recherche scientifique s'appuyant sur une série de données couvrant la période 1971-2000. En 2020, Météo-France publie une typologie des climats de la France métropolitaine dans laquelle la commune est exposée à un climat océanique altéré et est dans la région climatique Lorraine, plateau de Langres, Morvan, caractérisée par un hiver rude (1,5 °C), des vents modérés et des brouillards fréquents en automne et hiver.
Pour la période 1971-2000, la température annuelle moyenne est de 10 °C, avec une amplitude thermique annuelle de 17,1 °C. Le cumul annuel moyen de précipitations est de 814 mm, avec 12,8 jours de précipitations en janvier et 8,3 jours en juillet. Pour la période 1991-2020, la température moyenne annuelle observée sur la station météorologique de Météo-France la plus proche, « Coublanc », sur la commune de Coublanc à 12 km à vol d'oiseau, est de 10,9 °C et le cumul annuel moyen de précipitations est de 926,7 mm. 
La température maximale relevée sur cette station est de 41 °C, atteinte le 25 juillet 2019 ; la température minimale est de −26 °C, atteinte le 9 janvier 1985,,.
Les paramètres climatiques de la commune ont été estimés pour le milieu du siècle (2041-2070) selon différents scénarios d'émission de gaz à effet de serre à partir des nouvelles projections climatiques de référence DRIAS-2020. Ils sont consultables sur un site dédié publié par Météo-France en novembre 2022.

## Urbanisme

### Typologie
Au 1er janvier 2024, Villegusien-le-Lac est catégorisée commune rurale à habitat dispersé, selon la nouvelle grille communale de densité à sept niveaux définie par l'Insee en 2022.
Elle est située hors unité urbaine. Par ailleurs la commune fait partie de l'aire d'attraction de Langres, dont elle est une commune de la couronne,. Cette aire, qui regroupe 77 communes, est catégorisée dans les aires de moins de 50 000 habitants,.

## Politique et administration
| Nom                                           | Code Insee | Intercommunalité                           | Superficie (km2) | Population (dernière pop. légale) | Densité (hab./km2) |
| --------------------------------------------- | ---------- | ------------------------------------------ | ---------------- | --------------------------------- | ------------------ |
| Villegusien-le-Lac (commune déléguée) (siège) | 52P06      | CC d'Auberive Vingeanne et Montsaugeonnais | 29,94            | 713 (2013)                        | 24                 |
| Heuilley-Cotton                               | 52239      | CC d'Auberive Vingeanne et Montsaugeonnais | 10,09            | 279 (2013)                        | 28                 |

Anciennes communes associées
- Piépape
- Prangey
- Saint-Michel

### Liste des maires

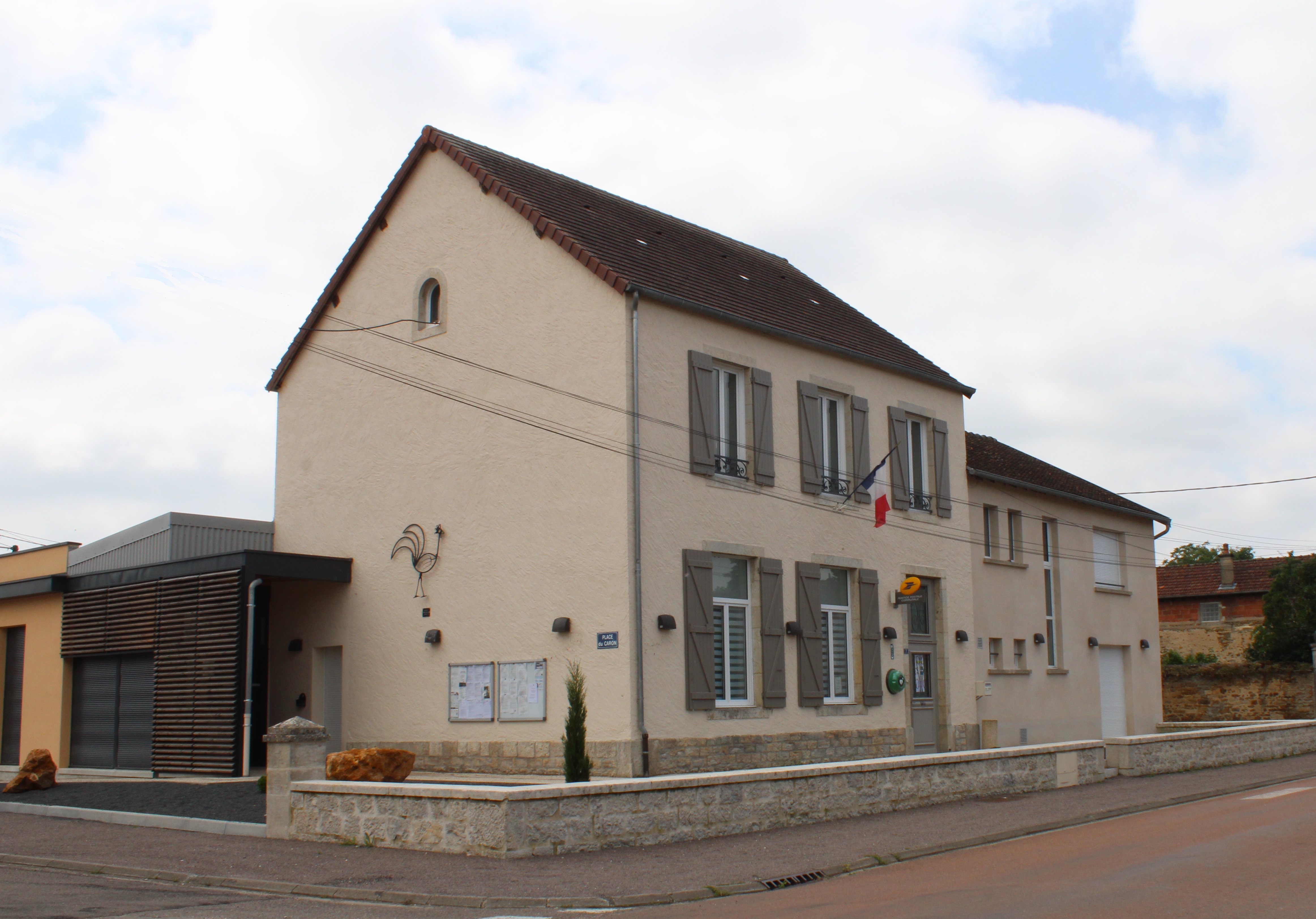
La mairie.

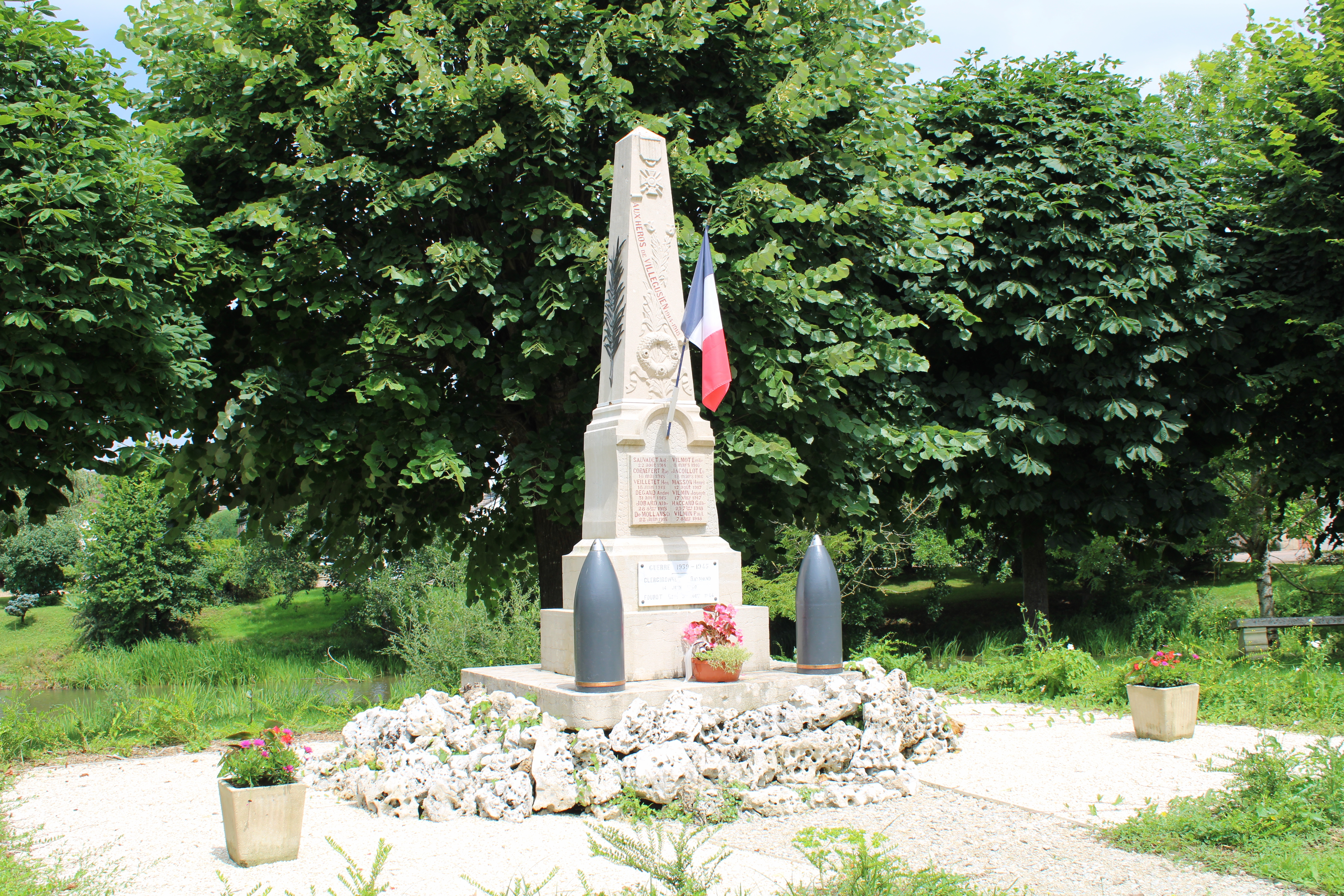
Le monument aux morts.

| Période | Période  | Identité         | Étiquette | Qualité                                |
| ------- | -------- | ---------------- | --------- | -------------------------------------- |
| 2016    | 2020     | Dominique Robin  |           |                                        |
| 2020    | En cours | Magali Cartagena | DVD       | Conseillère départementale depuis 2021 |

## Population et société

### Événements liés à la commune
- Raid de Villgu.
- Théâtre et Cabaret par la Joyeuse Compagnie.
- Festival « Le Chien à Plumes ».

## Culture locale et patrimoine

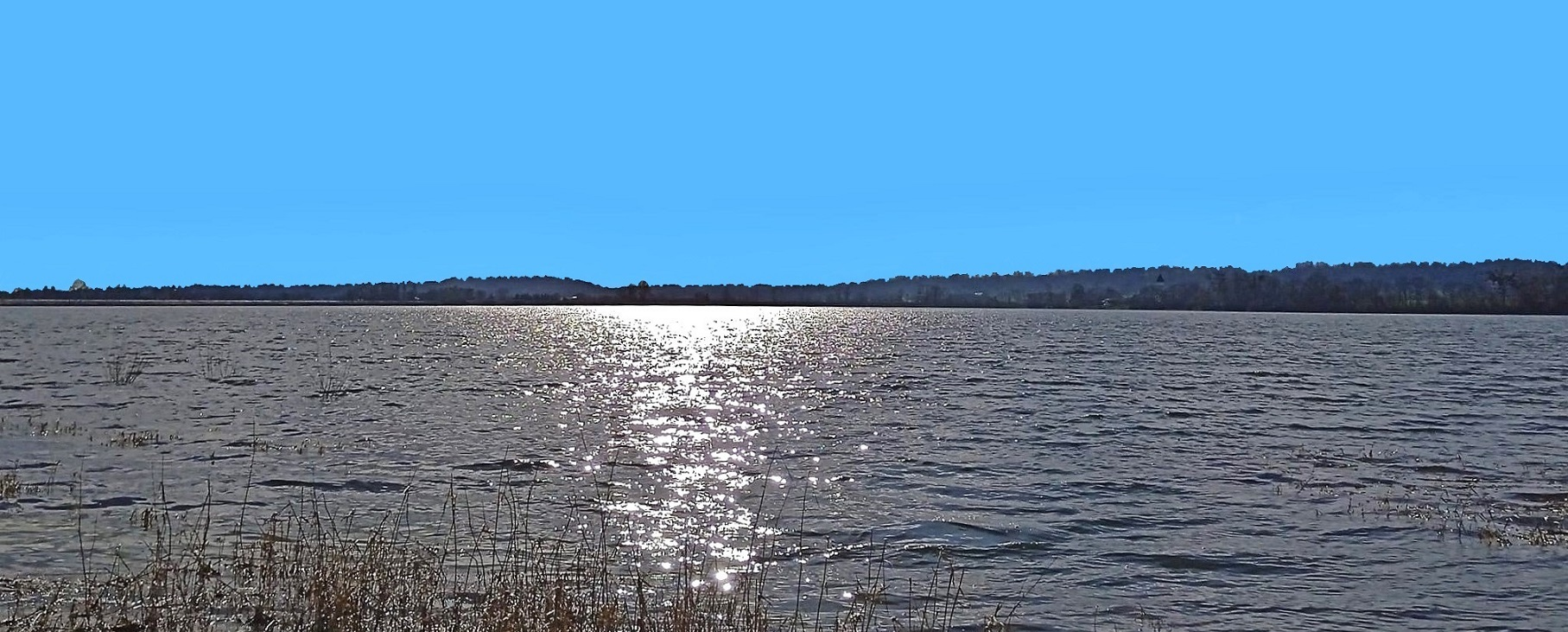
Le lac de la Vingeanne

### Lieux et monuments
- Lac de la Vingeanne, réservoir de 199 ha du canal entre Champagne et Bourgogne.
- Canal entre Champagne et Bourgogne.
- Église Saint-Denis de Villegusien.
- Château de Piépape XVIIIe siècle, inscrit à l'inventaire des monuments historiques en 1971.

## L'église St-Denis

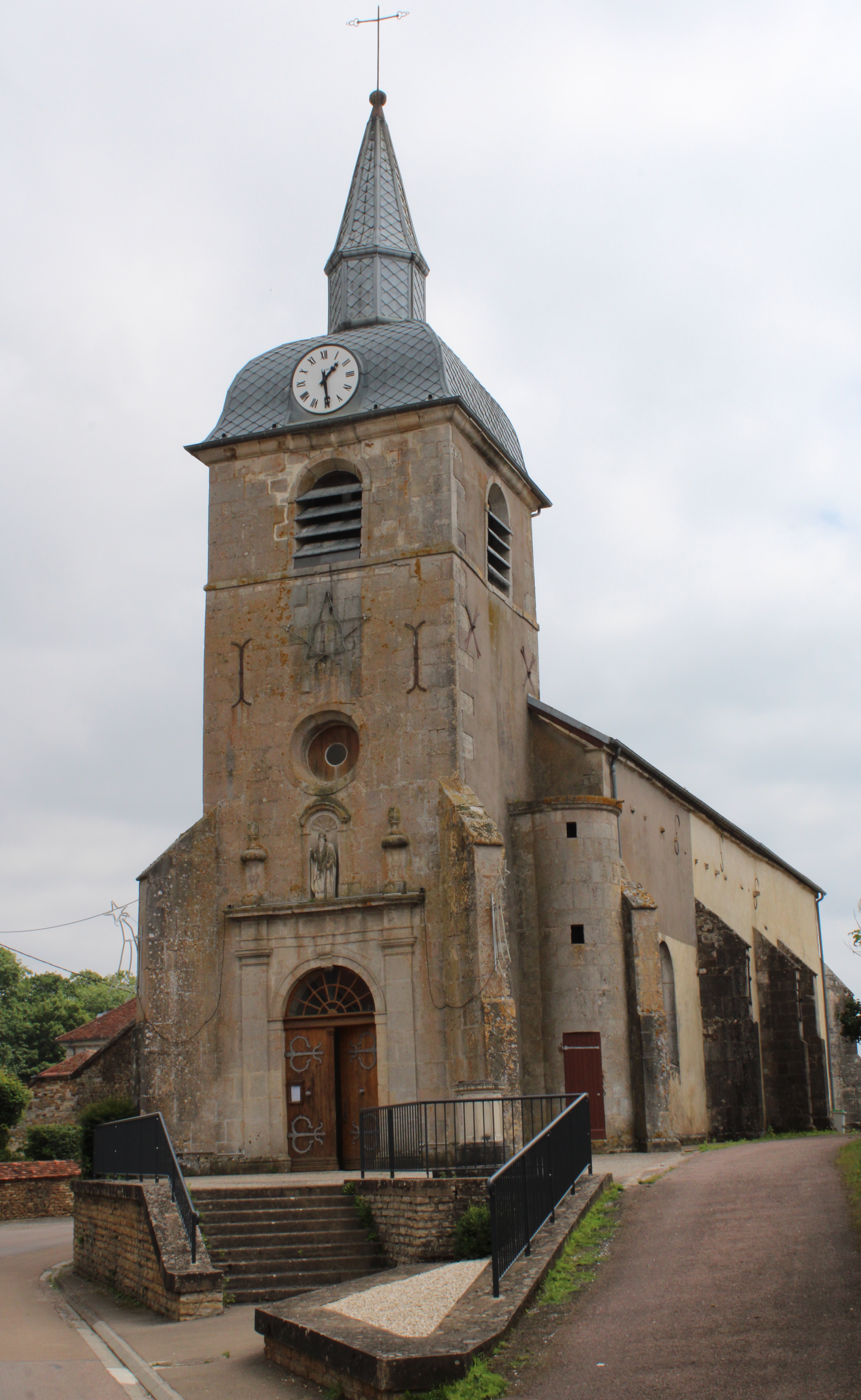
Façade de l'église Saint-Denis.
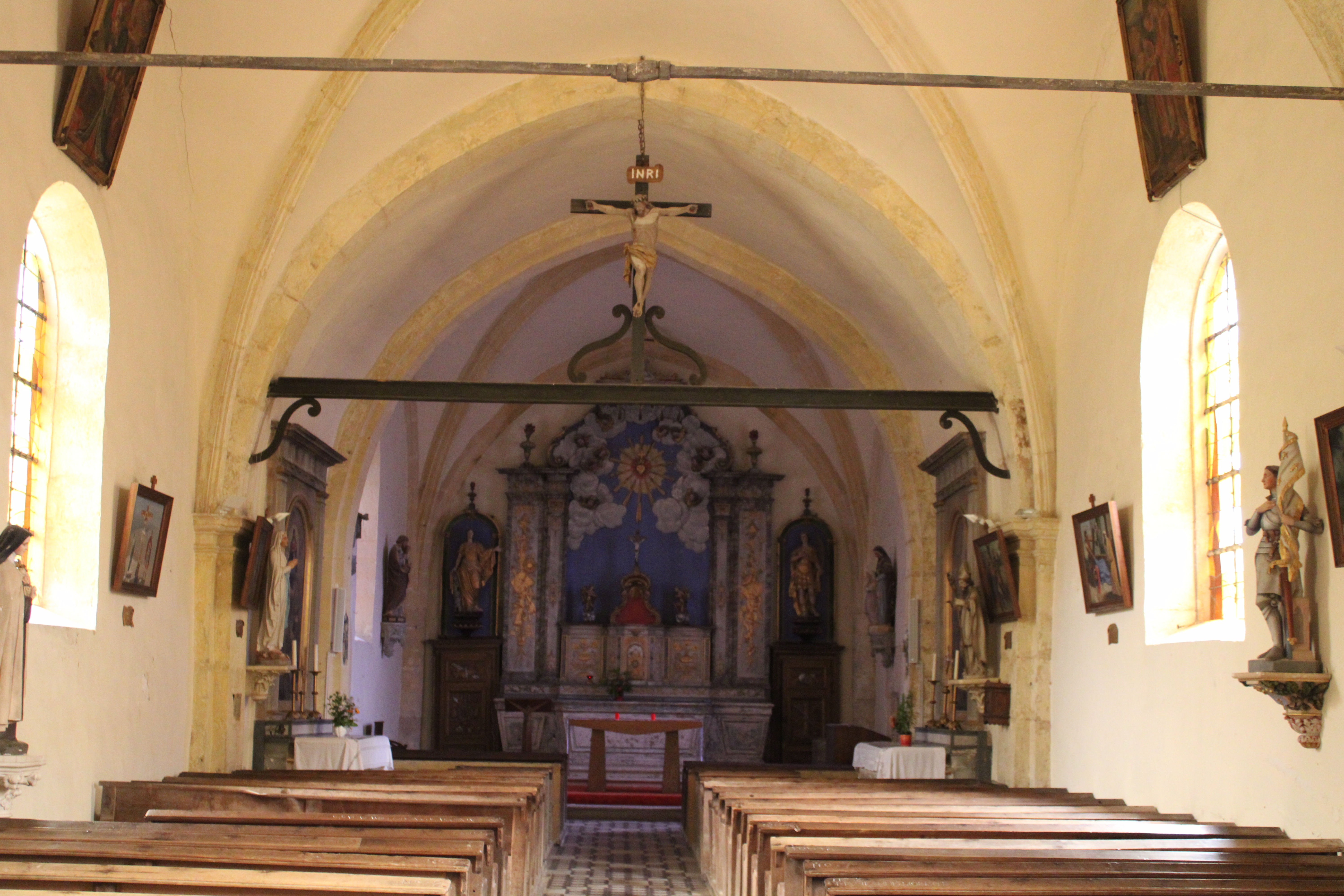
Vue de la nef côté chœur.
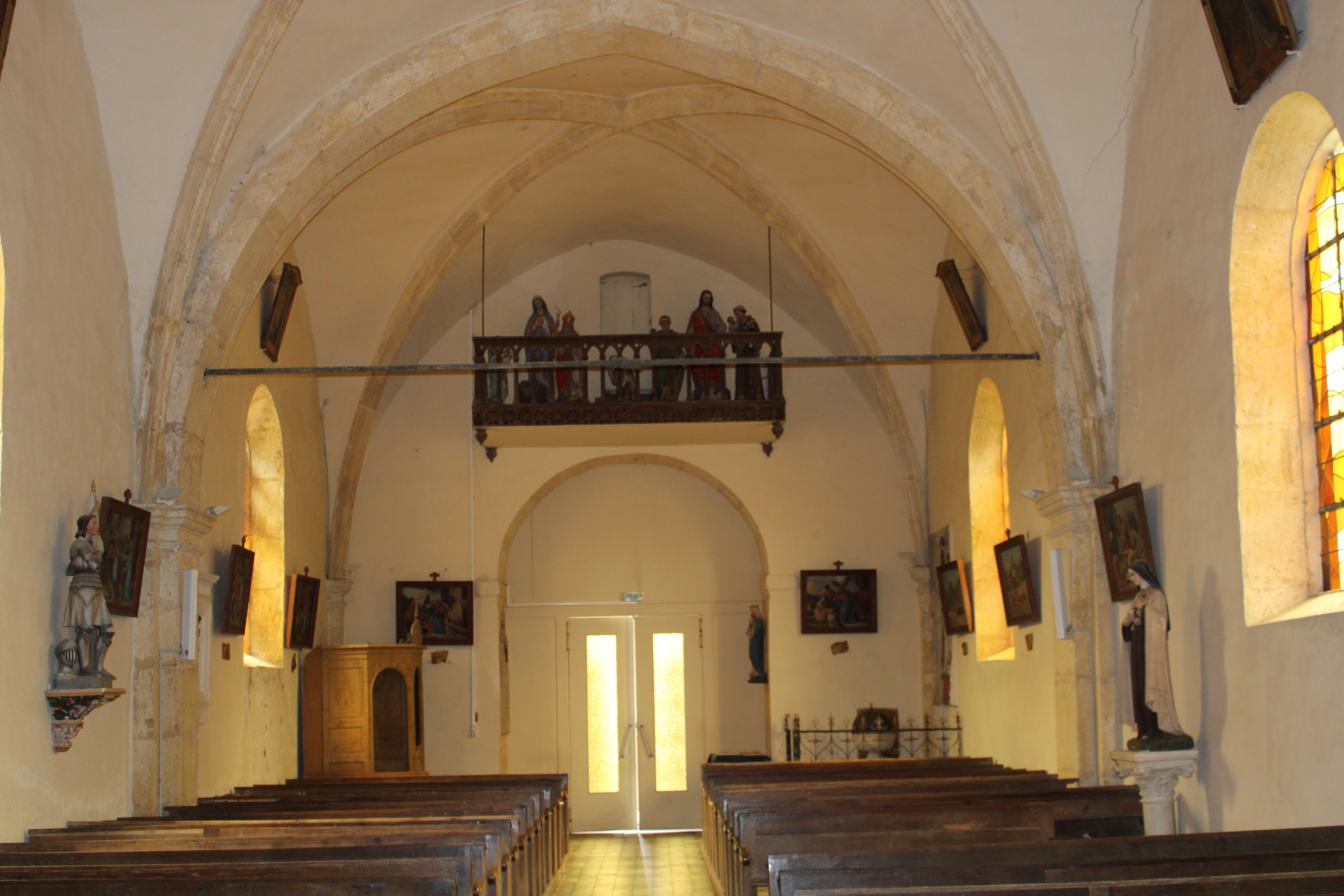
Vue de la nef côté portail.
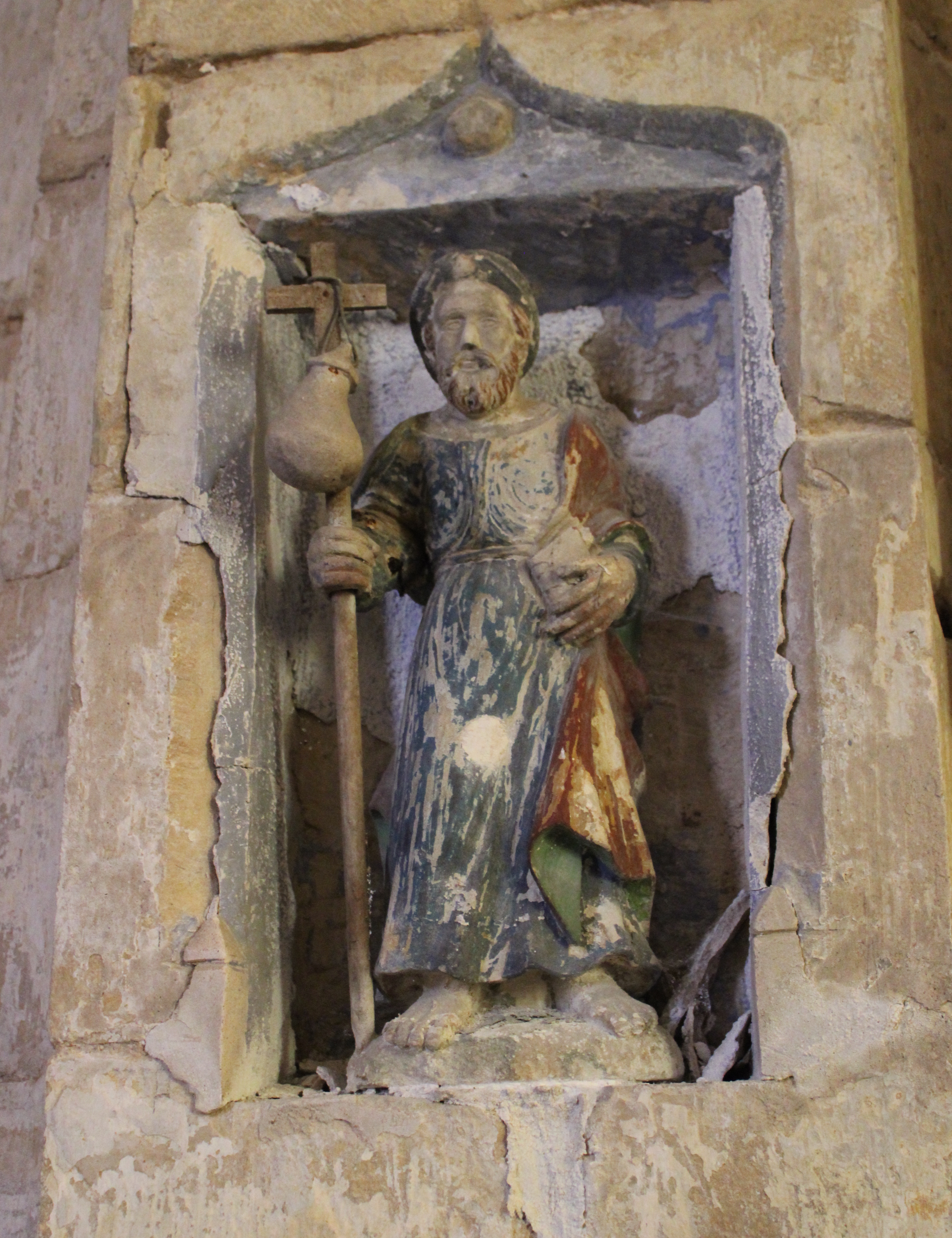
Statue de saint Roch.
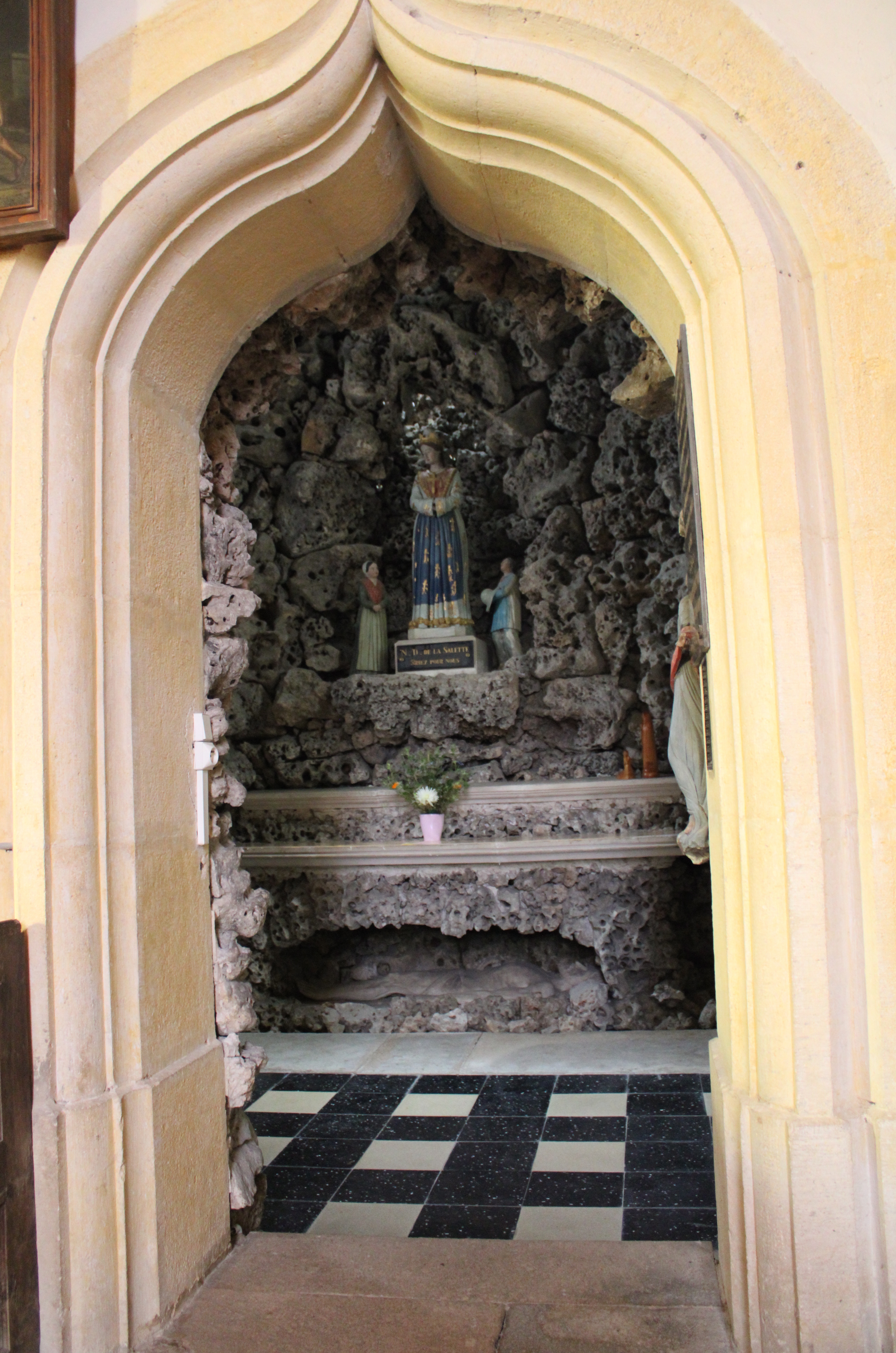
Entrée de la grotte.

## Galerie

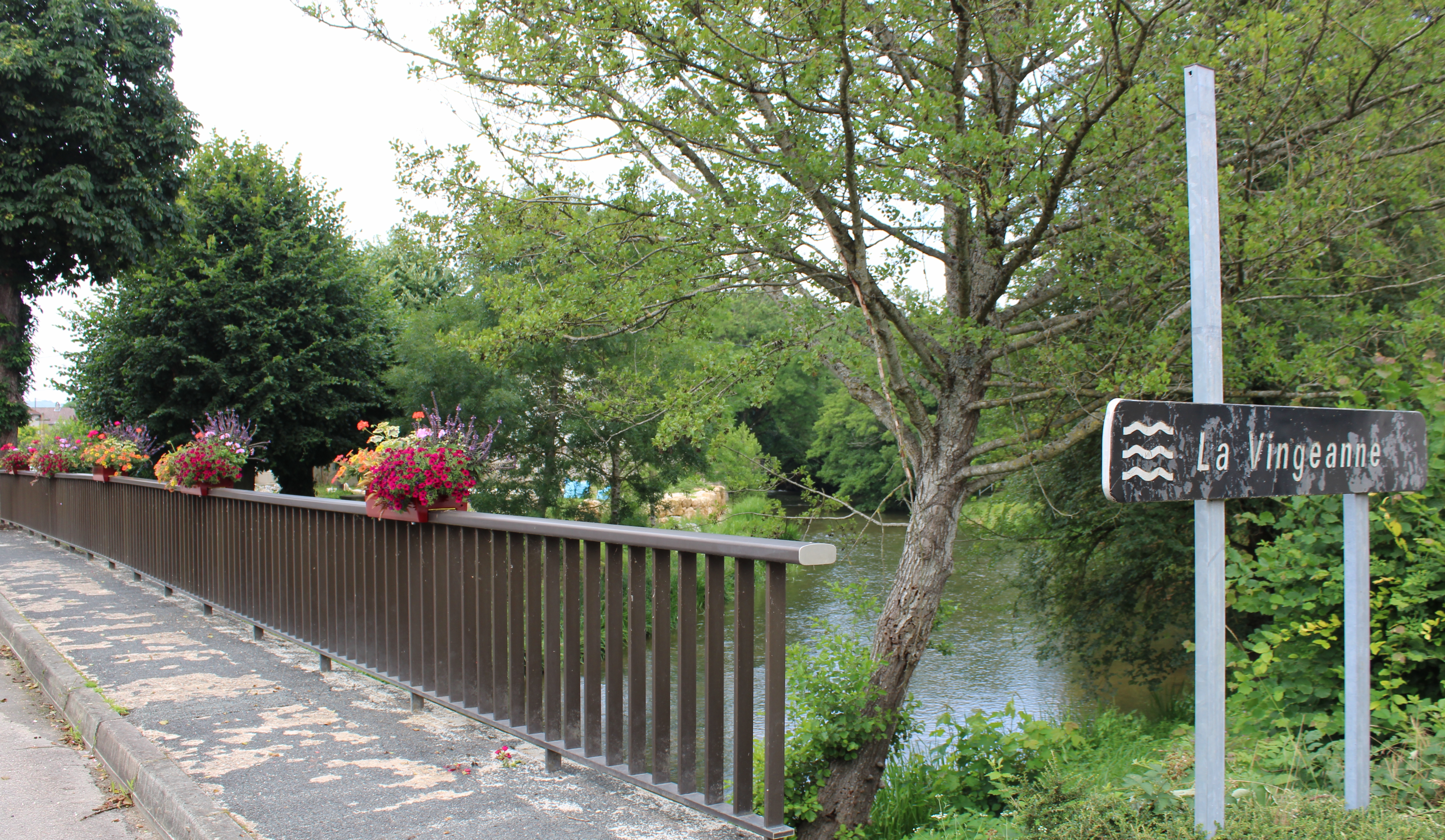
Le pont sur La Vingeanne.
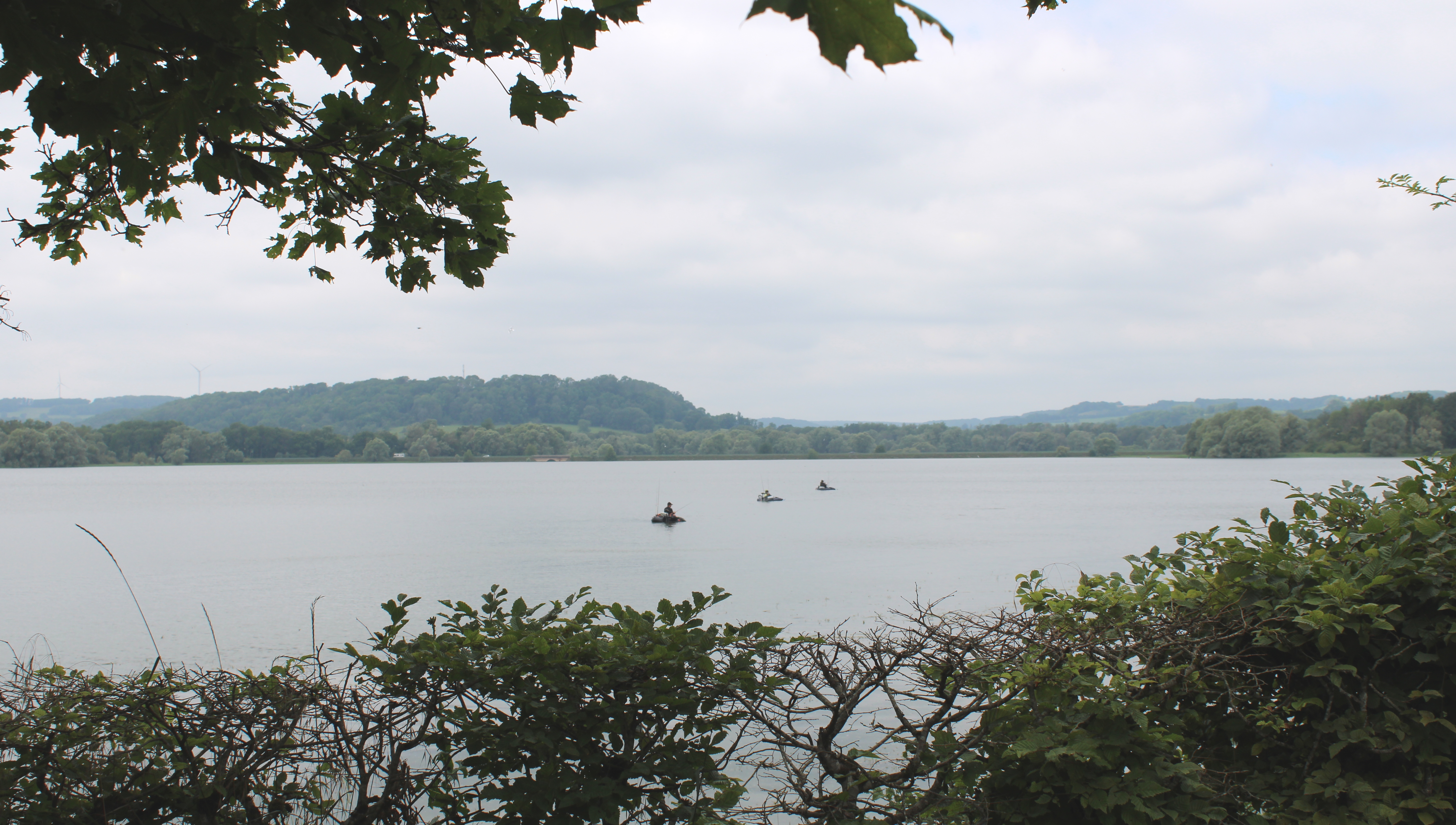
Pêcheurs sur le lac.
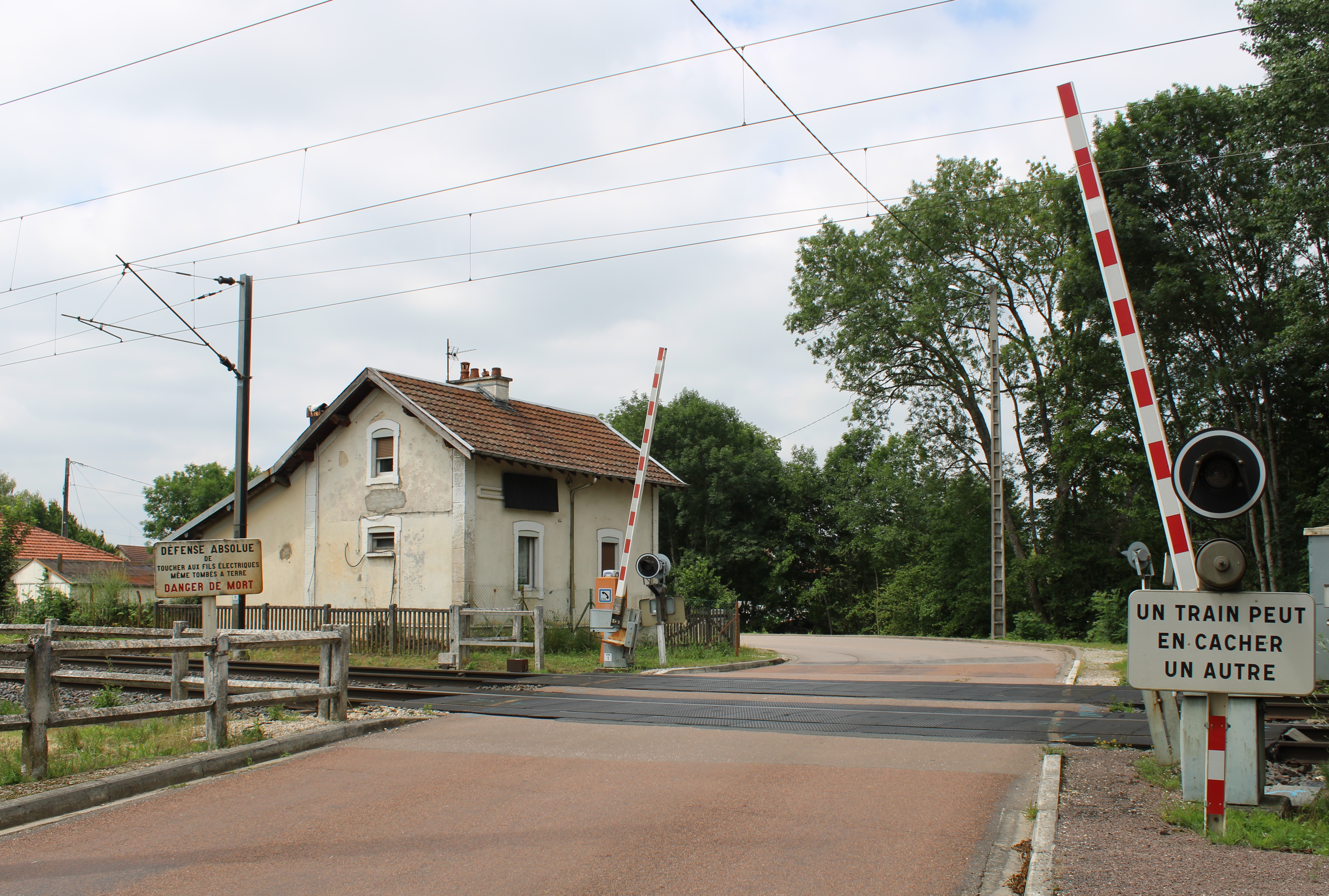
Passage à niveau de la Ligne d'Is-sur-Tille à Culmont - Chalindrey et l'ancienne maison du garde-barrière.
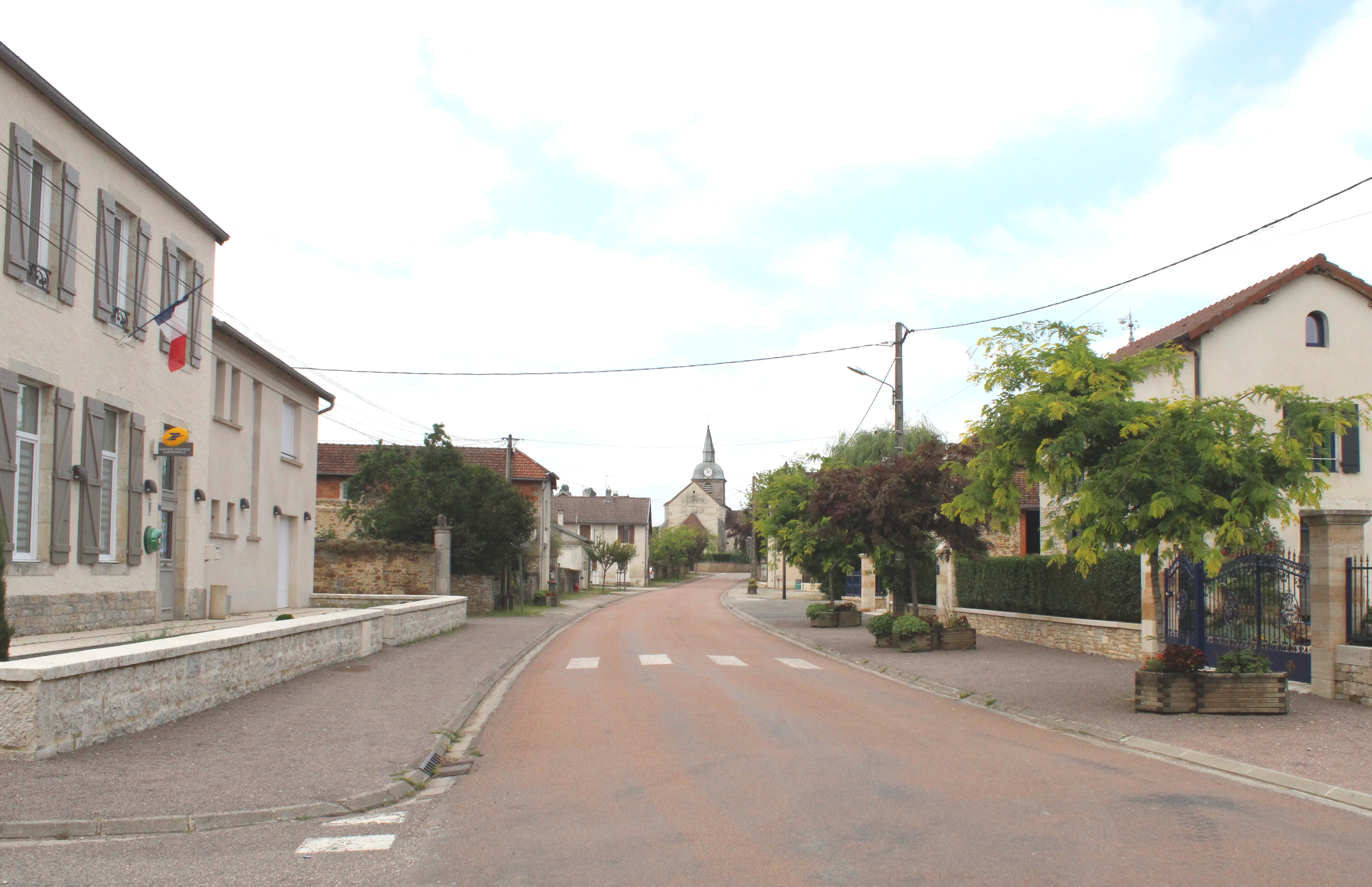
Vue de la rue de l'église.